# Aeropuerto Internacional de Tulum
El Aeropuerto Internacional de Tulum (código IATA: TQO - código OACI: MMTL), oficialmente Aeropuerto Internacional Felipe Carrillo Puerto, se ubica a 20 kilómetros al suroeste de Tulum, Quintana Roo, México.  El aeropuerto fue inaugurado el 1 de diciembre de 2023.
El gobierno federal espera que esta nueva terminal aérea en Quintana Roo detone la construcción de un corredor comercial y de servicios a lo largo de 10.5 kilómetros de la carretera federal 307, y que además propicie la edificación de una ciudad aeroportuaria con reordenamiento urbano.

## Historia

### Primera propuesta
La obra se había planteado desde el primer trimestre de 2009 en la presidencia de Felipe Calderón, pero debido a la crisis financiera global se pospuso.
El 22 de marzo del 2010, el entonces presidente Felipe Calderón, había anunciado la construcción del aeropuerto de la Riviera Maya, el cual podría recibir a 3 millones de pasajeros al año.
El proyecto del aeropuerto que estaría ubicado en el municipio de Tulum, ya había sido licitado por la Secretaría de Comunicaciones y Transportes (SCT) entre 2010 y 2011, pero el proceso de licitación se declaró desierto. Al concurso público se presentaron entonces empresas como Grupo México, de Germán Larrea, en consorcio con el Grupo Aeroportuario del Pacífico, así como Tradeco, de Federico Martínez Urmenta.
Finalmente, en mayo de 2011, la SCT declaró desierto el proceso de licitación, porque ninguna de las ofertas técnicas presentadas por las empresas, había cumplido con los requisitos establecidos en la convocatoria. A partir de abril de 2014, toda mención al Aeropuerto de Tulum desapareció de las comunicaciones oficiales.

### Inicio de la construcción
Luego de la toma de posesión de Andrés Manuel López Obrador como presidente en 2018 se puso énfasis en el proyecto del Tren Maya. Tiempo después a ese proyecto se le agregaron los planes para el nuevo aeropuerto en Tulum.
En marzo de 2022, el presidente informó que para los trabajos de construcción del Aeropuerto Internacional de Tulum y los tramos 6 y 7 del Tren Maya, partirán 80 ingenieros militares con dirección a la Península de Yucatán, los cuales se sumarian a los 75 que partieron antes para comenzar los trabajos de edificación, por lo que sumarian 155 los efectivos que participarían en las obras.
Las obras de construcción del aeropuerto comenzaron en los primeros días de junio de 2022 y se construyó en un predio de 1 mil 200 hectáreas de terreno en el municipio de Felipe Carrillo Puerto, sitio a las afueras del poblado turístico.
El proyecto tiempo después fue bautizado con el nombre de Felipe Carrillo Puerto, además de que se informó que la inversión para su construcción superaría los  3,200 millones de pesos. En la inversión se pronosticaría que el aeropuerto tuviera una capacidad para 5.5 millones de pasajeros, y pudiera hacer 32,000 operaciones anuales, esto en un espacio de 13 posiciones para estacionar aviones. Además, el aeropuerto alberga una Terminal de Aviación Ejecutiva, equipada con salas VIP e instalaciones dedicadas a la aviación general
En agosto de 2023, Aeroméxico anunció servicios a la Ciudad de México y Viva Aerobus anunció vuelos a varias ciudades mexicanas. En octubre de 2023, Delta Air Lines reveló vuelos sin escalas desde Atlanta a partir de marzo de 2024. Posteriormente, Spirit Airlines reveló planes para agregar vuelos desde Orlando y Fort Lauderdale. En noviembre de 2023, American Airlines anunció vuelos a Charlotte, Miami y Dallas/Fort Worth, seguida de United Airlines que presentó servicios a Houston, Chicago, Newark, Los Ángeles y Denver. El 1 de diciembre de 2023, en una ceremonia encabezada por el presidente Andrés Manuel López Obrador, el aeropuerto fue inaugurado con un vuelo de Viva.

## Aerolíneas y destinos

### Pasajeros
El aeropuerto conecta 4 destinos nacionales y 13 destinos internacionales:

| Destinos por aerolínea                                                                                  | Destinos por aerolínea                                                                     | Destinos por aerolínea |
| Aerolínea                                                                                               | Destinos                                                                                   | Alianza                |
| --- | ------------------------------------------------------------------------------------------ | ---------------------- |
| Aeroméxico Connect                                                                                      | Ciudad de México–AIFA                                                                      | SkyTeam                |
| Air Canada Rouge                                                                                        | Estacional: Montreal–Trudeau, Toronto–Pearson                                              | Star Alliance          |
| Air Transat                                                                                             | Estacional: Montreal–Trudeau, Quebec                                                       | N/A                    |
| American Airlines                                                                                       | Dallas/Fort Worth, Miami                                                                   | Oneworld               |
| Delta Air Lines                                                                                         | Atlanta                                                                                    | SkyTeam                |
| JetBlue Airways                                                                                         | Estacional: Nueva York–JFK                                                                 | N/A                    |
| Mexicana de Aviación                                                                                    | Ciudad de México–AIFA                                                                      | N/A                    |
| United Airlines                                                                                         | Houston–Intercontinental Estacional: Newark                                                | Star Alliance          |
| Viva | Ciudad de México–AIFA, Monterrey, Tijuana                                                  | N/A                    |
| Volaris                                                                                                 | Guadalajara                                                                                | N/A                    |
| Volaris Costa Rica                                                                                      | San José (CR) (finaliza el 29 de septiembre de 2025)                                       | N/A                    |
| WestJet                                                                                                 | Estacional: Calgary, Montreal–Trudeau (inicia el 17 de diciembre de 2025), Toronto–Pearson | N/A                    |
| Total: 15 destinos (4 nacionales y 11 internacionales), 12 aerolíneas (4 nacionales, 8 internacionales) |                                                                                            |                        |

Notas
1. ↑  El vuelo de Viva con destino Tijuana hace escala en Ciudad de México–AIFA.

### Destinos nacionales
Se brinda servicio a 4 ciudades dentro del país a cargo de 4 aerolíneas. El destino de Aeroméxico es operado por Aeroméxico Connect.
| Destinos nacionales del Aeropuerto Internacional Tulum TQO NLU GDL MTY TIJ | Destinos nacionales del Aeropuerto Internacional Tulum TQO NLU GDL MTY TIJ | Destinos nacionales del Aeropuerto Internacional Tulum TQO NLU GDL MTY TIJ | Destinos nacionales del Aeropuerto Internacional Tulum TQO NLU GDL MTY TIJ | Destinos nacionales del Aeropuerto Internacional Tulum TQO NLU GDL MTY TIJ | Destinos nacionales del Aeropuerto Internacional Tulum TQO NLU GDL MTY TIJ | Destinos nacionales del Aeropuerto Internacional Tulum TQO NLU GDL MTY TIJ |
| Destinos                                                                   | Viva                                                                       | Aeroméxico                                                                 | Mexicana                                                                   | Volaris                                                                    | #                                                                          |                                                                            |
| -------------------------------------------------------------------------- | -------------------------------------------------------------------------- | -------------------------------------------------------------------------- | -------------------------------------------------------------------------- | -------------------------------------------------------------------------- | -------------------------------------------------------------------------- | -------------------------------------------------------------------------- |
| Ciudad de México (NLU)                                                     | •                                                                          | •                                                                          | •                                                                          |                                                                            | 3                                                                          |                                                                            |
| Guadalajara (GDL)                                                          |                                                                            |                                                                            |                                                                            | •                                                                          | 1                                                                          |                                                                            |
| Monterrey (MTY)                                                            | •                                                                          |                                                                            |                                                                            |                                                                            | 1                                                                          |                                                                            |
| Tijuana (TIJ)                                                              | •                                                                          |                                                                            |                                                                            |                                                                            | 1                                                                          |                                                                            |
| Total                                                                      | 3                                                                          | 1                                                                          | 1                                                                          | 1                                                                          | 4                                                                          |                                                                            |

### Destinos internacionales
Se ofrece servicio a 11 destinos internacionales (6 estacionales) a cargo de 8 aerolíneas.
| Ciudad                                                      | Nombre del aeropuerto                           | Aerolíneas |
| Norteamérica                                                | Norteamérica                                    | Norteamérica |
| ----------------------------------------------------------- | ----------------------------------------------- | --- |
| Canadá (4 destinos [estacionales] 3 aerolíneas)             |                                                 | |
| Calgary                                                     | Aeropuerto Internacional de Calgary             | WestJet (Estacional)                                                                                                |
| Montreal                                                    | Aeropuerto Internacional Pierre Elliott Trudeau | Air Canada Rouge (Estacional) / Air Transat (Estacional) / WestJet (Estacional) (inicia el 17 de diciembre de 2025) |
| Quebec                                                      | Aeropuerto Internacional Jean-Lesage de Quebec  | Air Transat (Estacional)                                                                                            |
| Toronto                                                     | Aeropuerto Internacional Toronto Pearson        | Air Canada Rouge (Estacional) / WestJet (Estacional)                                                                |
| Estados Unidos (6 destinos [2 estacionales], 4 aerolíneas)  |                                                 | |
| Atlanta                                                     | Aeropuerto Internacional Hartsfield-Jackson     | Delta Air Lines |
| Dallas                                                      | Aeropuerto Internacional de Dallas-Fort Worth   | American Airlines                                                                                                   |
| Houston                                                     | Aeropuerto Intercontinental George Bush         | United Airlines |
| Miami                                                       | Aeropuerto Internacional de Miami               | American Airlines                                                                                                   |
| Newark                                                      | Aeropuerto Internacional Libertad de Newark     | United Airlines (Estacional)                                                                                        |
| Nueva York                                                  | Aeropuerto Internacional John F. Kennedy        | JetBlue Airways (Estacional)                                                                                        |
| Centroamérica                                               |                                                 | |
| Costa Rica (1 destino, 1 aerolínea)                         |                                                 | |
| San José                                                    | Aeropuerto Internacional Juan Santamaría        | Volaris Costa Rica (finaliza el 29 de septiembre de 2025)                                                           |
| Total: 11 destinos (6 estacionales), 3 países, 8 aerolíneas |                                                 | |

### Planes de rutas futuras
| Destino                             | Aeropuerto                                          | Aerolínea    | Fecha de inicio          | Ref.          |
| ----------------------------------- | --------------------------------------------------- | ------------ | ------------------------ | ------------- |
| Ciudad de Panamá, Panamá            | Aeropuerto Internacional de Tocumen                 | Mexicana     | Planes de inicio en 2025 | [ 26 ] [ 27 ] |
| Lima, Perú                          | Aeropuerto Internacional Jorge Chávez               | Mexicana     | Planes de inicio en 2025 | [ 26 ] [ 27 ] |
| Punta Cana, República Dominicana    | Aeropuerto Internacional de Punta Cana              | Mexicana     | Planes de inicio en 2025 | [ 26 ] [ 27 ] |
| Santo Domingo, República Dominicana | Aeropuerto Internacional Las Américas               | Mexicana     | Planes de inicio en 2025 | [ 26 ] [ 27 ] |
| Caracas, Venezuela                  | Aeropuerto Internacional de Maiquetía Simón Bolívar | Mexicana     | Planes de inicio en 2025 | [ 26 ] [ 27 ] |
| Ciudad de Guatemala, Guatemala      | Aeropuerto Internacional La Aurora                  | TAG Airlines | Planes de inicio         | [ 28 ]        |

## Estadísticas

### Rutas más transitadas
| Número | Ciudad                   | Pasajeros | Ranking | Aerolínea                          |
| ------ | ------------------------ | --------- | ------- | ---------------------------------- |
| 1      | Valle de México          | 176,609   | 1       | Aeroméxico Connect, Mexicana, Viva |
| 2      | Monterrey, Nuevo León    | 55,212    | 1       | Viva                               |
| 3      | Guadalajara, Jalisco     | 32,163    | 2       | Viva, Volaris                      |
| 4      | Ciudad de México         | 27,005    | 3       | Aeroméxico Connect                 |
| 5      | Tijuana, Baja California | 8,646     | 1       | Viva                               |

| Número | Ciudad                        | Pasajeros | Ranking | Aerolínea                 |
| ------ | ----------------------------- | --------- | ------- | ------------------------- |
| 1      | Dallas, Texas                 | 54,926    |         | American Airlines         |
| 2      | Houston, Texas                | 39,405    |         | United Airlines           |
| 3      | Atlanta, Georgia              | 35,968    |         | Delta Air Lines           |
| 4      | Charlotte, Carolina del Norte | 28,902    |         | American Airlines         |
| 5      | Newark, Nueva Jersey          | 28,835    |         | United Airlines           |
| 6      | Miami, Florida                | 25,396    |         | American Airlines         |
| 7      | Chicago, Illinois             | 21,750    |         | United Airlines           |
| 8      | Nueva York, Nueva York        | 21,354    |         | JetBlue Airways           |
| 9      | Los Ángeles, California       | 12,759    |         | United Airlines           |
| 10     | Toronto, Canadá               | 11,452    |         | Air Canada Rouge, WestJet |

## Instalaciones

### Transporte terrestre
El aeropuerto actualmente cuenta con servicios de Taxi, además de servicios de Autobuses foráneos, los cuales son ofrecidos por Autobuses de Oriente (ADO) y Kolors. El aeropuerto contará con una estación del Tren Maya llamada Estación de Tulum Aeropuerto, esta estación será la segunda que servirá a la zona Tulum, la primera se llamará Estación de Tulum y se ubicará cerca de los terrenos de la antigua Estación Aeronaval de Tulum, al noreste de la mancha urbana de Tulum. La estación de tren del aeropuerto de Tulum está ubicada al lado del aeropuerto, con servicio a la estación de tren de Tulum, el aeropuerto internacional de Cancún, el aeropuerto de Chetumal y otros destinos turísticos destacados en el sureste de México.